# Yumilka Ruíz
Yumilka Daisy Ruiz Luaces (ur. 8 maja 1978 w Camagüey) – kubańska siatkarka, wielokrotna reprezentantka kraju, grająca na pozycji przyjmującej. Wraz z reprezentacją zdobyła złote medale Igrzysk Olimpijskich w 1996 r. w Atlancie i 2000 r. w Sydney oraz brązowy medal w 2004 r. w Atenach. W 2008 roku, po Igrzyskach Olimpijskich w Pekinie zawiesiła karierę sportową. W 2012 roku wznowiła karierę. Od sezonu 2012/13 występuje w rosyjskiej Superlidze, w drużynie Urałoczka Jekaterynburg.

## Sukcesy reprezentacyjne
| Reprezentacja | Osiągnięcie                   | Trofeum               | Rok                  |
| Kuba          | Igrzyska Olimpijskie          | złoto · brąz          | 1996, 2000 2004      |
| Kuba          | Grand Prix                    | złoto · srebro · brąz | 2000 1997, 2008 1998 |
| Kuba          | Puchar Wielkich Mistrzyń      | srebro                | 1997                 |
| Kuba          | Mistrzostwa Świata            | złoto                 | 1998                 |
| Kuba          | Puchar Świata                 | złoto                 | 1999                 |
| Kuba          | Puchar Panamerykański         | złoto                 | 2002, 2005           |
| Kuba          | Igrzyska Panamerykańskie      | złoto · srebro        | 2007 2003            |
| Kuba          | Mistrzostwa Ameryki Północnej | złoto · srebro        | 2007 2003            |
| Kuba          | Volley Masters Montreux       | złoto · srebro · brąz | 2008 2007 2006       |

## Sukcesy klubowe
| Klub                    | Osiągnięcie       | Trofeum        | Sezon/Rok            |
| Virtus Reggio Calabria  | Puchar CEV        | złoto · srebro | 1999/2000 1997/1998  |
| Virtus Reggio Calabria  | Mistrzostwo Włoch | srebro         | 1998/1999, 1999/2000 |
| Virtus Reggio Calabria  | Puchar Włoch      | złoto          | 1999/2000            |
| Urałoczka Jekaterynburg | Mistrzostwo Rosji | złoto · brąz   | 2004/2005 2014/2015  |
| Urałoczka Jekaterynburg | Puchar CEV        | srebro         | 2013/2014            |
| Urałoczka Jekaterynburg | Puchar Challenge  | srebro         | 2014/2015            |

## Nagrody indywidualne
- 2002: MVP i najlepsza broniąca Pucharu Panamerykańskiego
- 2002: Najlepsza punktująca zawodniczka Mistrzostw Świata
- 2003: MVP Mistrzostw Ameryki Północnej, Środkowej i Karaibów
- 2004: Najlepsza atakująca zawodniczka Grand Prix
- 2005: MVP rosyjskiej Superligi
- 2005: Najlepsza atakująca Pucharu Panamerykańskiego